# Ian Ashley
Pour les articles homonymes, voir Ashley.
 (juillet 2017).
Ian Ashley, né le 26 octobre 1947 à Wuppertal (Allemagne), est un pilote automobile britannique de Formule 1 qui a couru pour les écuries Token, Frank Williams, BRM et Hesketh, entre 1974 et 1977.

## Biographie
Ian Ashley commence la course automobile en 1966 en s'inscrivant aux cours de pilotage de la Jim Russell Racing School. Il est rapide mais inconstant, ce qui lui vaut rapidement le surnom de « Crashley ». Il accède en Formule 5000 en 1972, et en 1973 il se bat parmi les premiers. En 1973, il fait ses débuts en Formule 1 et pilote brièvement pour l'écurie Williams.
Dans les années 1970, il est la victime de deux accidents sur des circuits qui seront plus tard abandonnés par la Formule 1 en raison de leur dangerosité : en 1975, au Grand Prix d'Allemagne au Nürburgring, pendant les essais libres, Ashley subit une spectaculaire sortie de piste à Pflanzgarten, et s'en sort avec une double fracture aux jambes ; ensuite en 1977, au Grand Prix du Canada au Motorsport Park, toujours pendant les essais libres, sa Hesketh s'envole sur une bosse, part au-delà de la barrière et s'écrase contre une tour de télévision. La carrière d'Ashley en Formule 1 s'arrête là.
En 1985, il fait ses débuts dans le championnat CART au Grand Prix de Miami. Il s'engage aux 500 miles d'Indianapolis 1986 mais ne prend pas le départ. Toutefois, il fait trois apparitions dans le championnat cette année-là, finit neuvième de la course de Mid-Ohio et abandonne les deux autres fois. Il est vingt-huitième au championnat. Il participe aussi à une course d'Indy Lights sur le Pocono Raceway et finit sixième. Il prend le départ d'une nouvelle course de CART en 1987 mais abandonne sur problème de transmission.
Après la Formule 1, il se construit une carrière aux États-Unis de pilote de jets privés. Il fait son retour à la compétition automobile en 1993 dans le championnat britannique des voitures de tourisme au volant d'une Vauxhall. Ashley s'engage ensuite brièvement dans des courses de side-car et fait une brève apparition dans le Challenge TVR Tuscan (un championnat mono-modèle).

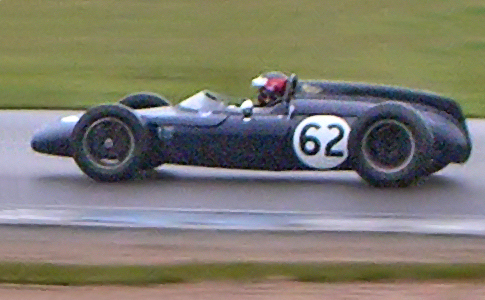
Ashley pilotant une LDS-Alfa Romeo

En novembre 2009, il participe à une course de Formule Ford pour la première fois en plus de 40 ans de courses automobile avec une Elden MK8 au Walter Hayes Trophy à Silverstone.
Ian Ashley fait régulièrement partie des nombreux pilotes professionnels à embarquer des passagers pour les Hot Rides à Silverstone, au volant de Lotus, Aston Martin, Lamborghini ou Ferrari, à très haute vitesse dans les virages du circuit[réf. nécessaire].

## Résultats en championnat du monde de Formule 1
| Saison | Écurie                     | Châssis           | Moteur      | 1        | 2   | 3   | 4   | 5   | 6   | 7   | 8   | 9   | 10  | 11      | 12      | 13      | 14      | 15      | 16      | 17  | Classement | Points inscrits |
| ------ | -------------------------- | ----------------- | ----------- | -------- | --- | --- | --- | --- | --- | --- | --- | --- | --- | ------- | ------- | ------- | ------- | ------- | ------- | --- | ---------- | --------------- |
| 1974   | Token Racing               | Token Racing RJ02 | Cosworth V8 | ARG      | BRÉ | RSA | ESP | BEL | MON | SUÈ | P-B | FRA | GBR | RFA 14e | AUT Nc. | ITA     |         |         |         |     | Nc.        | 0               |
| 1974   | Chequered Flag             | Brabham BT42      | Cosworth V8 |          |     |     |     |     |     |     |     |     |     |         |         |         | CAN Nq. | USA Nq. |         |     | Nc.        | 0               |
| 1975   | Frank Williams Racing Cars | Williams FW03     | Cosworth V8 | ARG      | BRÉ | RSA | ESP | MON | BEL | SUÈ | P-B | FRA | GBR | RFA Np. | AUT     | ITA     | USA     |         |         |     | Nc.        | 0               |
| 1976   | Stanley BRM                | BRM P201B         | BRM V12     | BRA Abd. | RSA | USW | ESP | BEL | MON | SUÈ | FRA | GBR | RFA | AUT     | P-B     | ITA     | CAN     | USA     | JPN     |     | Nc.        | 0               |
| 1977   | Hesketh Racing             | Hesketh 308E      | Cosworth V8 | ARG      | BRÉ | RSA | USW | ESP | MON | BEL | SUÈ | FRA | GBR | RFA     | AUT Nq. | P-B Nq. | ITA Nq. | USA 17e | CAN Np. | JPN | Nc.        | 0               |

Légende : ici 